# 1131 Porzia
1131 Porzia è un asteroide areosecante. Scoperto nel 1929, presenta un'orbita caratterizzata da un semiasse maggiore pari a 2,2280289 UA e da un'eccentricità di 0,2866727, inclinata di 3,22924° rispetto all'eclittica.
L'asteroide è dedicato a Porzia, personaggio le cui vicende sono narrate nella tragedia Giulio Cesare di William Shakespeare.